# Антонино от Соренто
Антонино от Соренто (умрял през 625) е италиански пастор, отшелник и светец.
Роден в Кампания, той напуснал родния си град, за да стане монах в Монте Касино. Тъй като по това време Италия е жертва на нашествията на варвари обаче, Антонино е принуден да напусне манастира. Монте Касино е ограбен от Лангобардите и монасите избягват в Рим, за да търсят защита от папа Пелагий II. Антонино обаче се отправя към Кампания и се установява в Кастеламаре ди Стабия, където епископ е свети Катело. Той прехвърля длъжността епископ на Антонино, за да стане отшелник, и се оттегля в Монте Аурео.
Желанието самият той да стане отшелник кара Антонино да убеди Катело да се завърне към паството си. Антонино се оттегля в Монте Аурео и заживява в естествена пещера. Катело обаче отново решава да се оттегли в планината и само откъслечно да се посвещава на нуждите на вярващите.
След явление на Архангел Михаил, двамата решават да изградят каменна църква, днес известна като Монте Сан Анджело или Пунта Сан Микеле.
Впоследствие, Кател е обвинен в вещерство от свещеник на име Тибеио от Стабия и е отведен в плен в Рим, докато новият папа го освободи. Катело се завръща в Стабия и се посвещава на това да разшири паството.
Междувременно жителите на Соренто убеждават Антонино да се установи в Соренто. Той става абат на Бенедиктинския манастир Сан Агрипино.

## Почитане
Според преданието, свети Антонино спасил малко дете погълнато от кит. Жителите на Соренто изграждат крипта и катедрала в чест на Антонино. Вярва се, че спасил града от редица опасности: мавърска морска атака, бунтът на сорентинеца Джовани Грило срещу испанската власт, демонически обсебвания, бубонна чума и холера.

## Чудото на Свети Антонино
След смъртта му, тялото на свети Антонино е положено в ковчег и зазидано в стените на манастира Сан Агрипино, тъй като малко преди да умре, той промълвил, че не иска да бъде погребан „нито във, нито извън града“.
По време на разкопки на стените на манастира, работник бива наранен в окото и остава ослепен. След процесия предвождана от епископа обаче, работникът възвръща зрението си.